# دوپینگ دانشگاهی
دوپینگ دانشگاهی عبارت است از نابه‌جا استفاده کردن از داروهای گروه نوتروپیک٬ به منظور بهبود توانایی‌های شناختی یا کسب موفقیت‌های تحصیلی. داروهای نوتروپیک، به طور معمول برای درمان اختلالات عصبی مانند زوال عقل، اختلال کم‌توجهی - بیش‌فعالی و شیزوفرنی استفاده می‌شوند که بر اساس خواص محرک خود، اعتقاد بر این است که این نوع از داروها ممکن است باعث بهبود عملکرد شناختی در افراد سالم نیز بشوند. از جمله این مواد می‌توان به ریتالین اشاره کرد که بیشتر ممکن است در میان دانشجویان مورد سوءمصرف قرار بگیرد.

بررسی سیستماتیک و فراتحلیل‌های تحقیقات بالینی انسان با استفاده از دوزهای پایین برخی از محرک‌های سیستم عصبی مرکزی نشان داده‌است که این داروها شناخت را در افراد سالم بهبود می‌بخشند.  به‌طور خاص، کلاس‌های محرک‌هایی که اثرات افزایش‌دهنده شناختی را در انسان نشان می‌دهند، به عنوان آگونیست‌های مستقیم یا آگونیست‌های غیرمستقیم گیرنده دوپامینرژیک D1، گیرنده A2 آدرنرژیک، یا هر دو نوع گیرنده در قشر پیش‌پیشانی عمل می‌کنند. دوزهای نسبتاً بالای محرک باعث نقص شناختی می‌شود.